# An Ode to Woe
An Ode to Woe – płyta koncertowa brytyjskiego zespołu My Dying Bride wydana 28 kwietnia 2008 roku przez wytwórnię płytową Peaceville. Koncert został zarejestrowany 20 kwietnia 2007 roku w klubie Paradiso w Amsterdamie w Holandii. Wydawnictwo zawiera zarówno płytę CD i DVD z koncertem.

## Lista utworów
| Nr  | Tytuł utworu                        | Długość |
| --- | ----------------------------------- | ------- |
| 1.  | „To Remain Tombless”                | 7:43    |
| 2.  | „My Hope, The Destroyer”            | 5:45    |
| 3.  | „For You”                           | 6:41    |
| 4.  | „The Blue Lotus”                    | 6:33    |
| 5.  | „Like Gods Of The Sun”              | 5:21    |
| 6.  | „Catherine Blake”                   | 6:18    |
| 7.  | „The Cry Of Mankind”                | 6:07    |
| 8.  | „The Whore, The Cook & the Mother”  | 5:42    |
| 9.  | „Thy Raven Wings”                   | 5:22    |
| 10. | „The Snow In My Hand”               | 7:09    |
| 11. | „She Is The Dark”                   | 7:59    |
| 12. | „The Dreadful Hours”                | 12:55   |
| 13. | „The Forever People” (tylko na DVD) | 5:28    |
|     |                                     | 1:29:03 |

## Twórcy
- Aaron Stainthorpe – śpiew
- Andrew Craighan – gitara
- Hamish Glencross – gitara
- Lena Abé – gitara basowa
- Sarah Stanton – instrumenty klawiszowe
- Dan Mullins – perkusja